# Asa N.º 90 da RAAF
A Asa N.º 90 foi uma asa da Real Força Aérea Australiana (RAAF) que operou durante os primeiros anos da Emergência Malaia. O seu propósito era servir como um comando para as unidades da RAAF destacadas no conflito, o Esquadrão N.º 1, que operava aviões Avro Lincoln, e o Esquadrão N.º 38, que operava aviões Douglas C-47 Dakota. Esta asa foi criada em Julho de 1950 e o seu quartel-general foi estabelecido em Changi, na costa leste de Singapura. O Esquadrão N.º 1 operava a partir da Base aérea de Tengah, no oeste de Singapura, e o Esquadrão N.º 38 a partir de Changi, excepto entre Abril de 1951 e Fevereiro de 1952, que operou a partir de Kuala Lumpur. Os aviões Lincoln realizavam geralmente operações de bombardeamento aéreo e bombardeamento estratégico, de modo a atormentar os insurgentes comunistas; os aviões Dakota ficaram responsáveis pelo transporte aéreo de mercadorias, tropas, feridos, personalidades VIP e correio. Depois de o Esquadrão N.º 38 ter cessado, em Dezembro de 1952, a sua participação no conflito, deixando o Esquadrão N.º 1 sozinho com a tarefa de realizar todas as operações aéreas, a Asa N.º 90 foi desactivada, ficando o Esquadrão N.º 1 como a única unidade australiana no conflito até Julho de 1958.

## Historia

### Origens e formação
Em Abril de 1950 o governo britânico pediu assistência à Austrália no combate contra insurgentes comunistas durante a Emergência Malaia. Em resposta a este pedido, o Comité de Defesa Australiano determinou que seria possível destacar uma força de oito aviões de transporte Douglas C-47 Dakota e outra de entre quatro a seis aviões de bombardeamento Avro Lincoln. O governo federal formalmente anunciou a decisão para mandar estas forças no final de Junho, confirmando o envio de seis aviões Lincoln. O Esquadrão N.º 1, que operava os Lincoln, deixaria de ser subordinado da Asa N.º 82, em Amberley, Queensland, e ficaria baseado na Base aérea de Tengah, na zona oeste de Singapura. O Esquadrão N.º 38, que operava os C-47, também deixaria de estar subordinado à Asa N.º 86, em Richmond, Nova Gales do Sul, e ficaria colocado em Changi, na zona leste de Singapura. O destacamento de aeronaves de transporte, nesta altura, apenas foi possível devido ao retorno de dez aviões C-47 que haviam estado de serviço durante o Bloqueio de Berlim.
Ficou acordado que as operações da RAAF durante a emergência seriam dirigidas pela Real Força Aérea (RAF) através da Força Aérea do Extremo Oriente. Os britânicos também queriam que os esquadrões australianos ficassem subordinados a uma asa da RAF. Contudo, o Chefe do Estado-maior, o Air Marshal George Jones, estava consciente de que não poderia cometer os mesmos erros que na Segunda Guerra Mundial, quando as unidades da RAAF e o seus militares, que estava baseados na Grã-Bretanha, tinham sido absorvidos pela RAF, em vez de operarem como uma força internacional destacada sob o comando de um oficial australiano de alta patente. Assim, Jones decidiu que os esquadrões N.º 1 e N.º 38 ficariam subordinados a uma asa australiana e administrava por australianos, enviando o pedido para tal acção ao Air Ministry. O ministério britânico concordou com a proposta, e a Asa N.º 90 foi estabelecida em Richmond no dia 10 de Julho de 1950, sob o comando o Capitão Paddy Heffernan.

### Operações

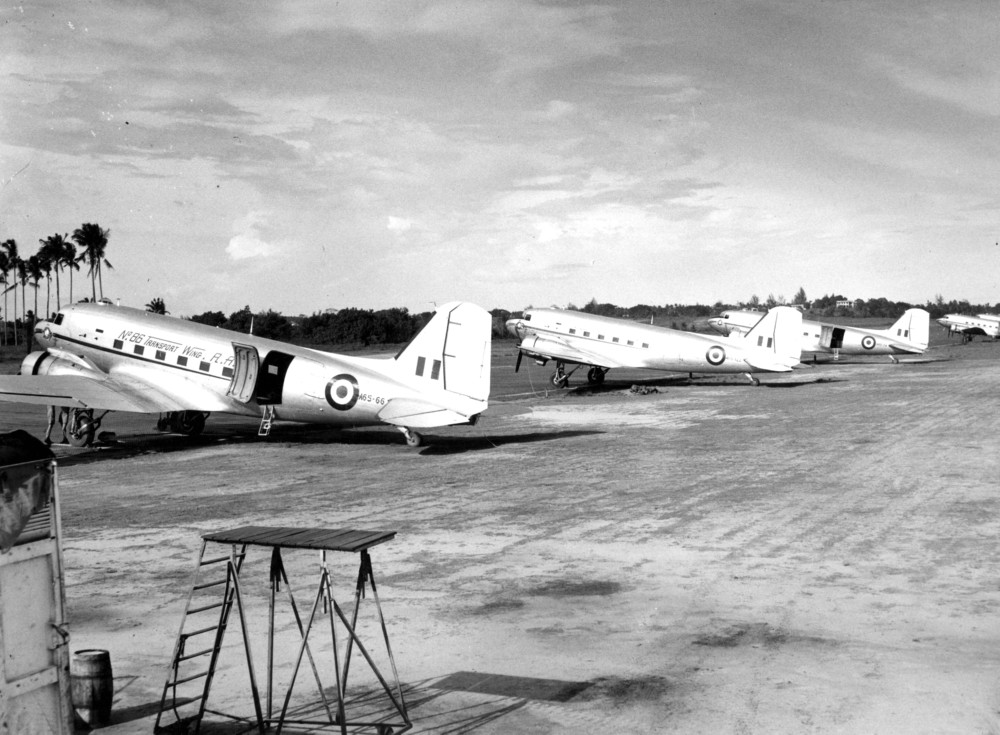
Aviões Dakota do Esquadrão N.º 38 na Base aérea de Changi, em 1950

Os C-47 do Esquadrão N.º 38 começaram a chegar a Changi no dia 19 de Junho de 1950, e os Lincoln do Esquadrão N.º 1 em Tengah no dia 16 de Julho. O pessoal da Asa N.º 90 deixou Richmond por via aérea e estabeleceu o seu quartel-general em Changi, no dia 22 de Julho. Os C-47 haviam realizado a sua primeira missão no dia anterior; já os Lincoln começaram a suas operações a 26 de Julho. Ambos os esquadrões ficaram responsáveis pela sua própria manutenção aeronáutica; as aeronaves, quando precisassem de manutenção mais profunda, eram enviadas para a Austrália. A RAF providenciou apoio a nível de base e instalações, incluindo a nível alimentar e de alojamento.
Os Lincoln conduziam geralmente missões de bombardeamento aéreo, assim como ataques estratégicos contra alvos pré-identificados. Eles podiam operar tanto sozinhos como em formação, às vezes em conjunto com os bombardeiros da RAF. Não tendo que se preocupar com artilharia antiaérea, os aviões voavam principalmente durante o dia. Depois de completarem um lançamento de bombas contra um determinado alvo, eles davam a volta e passavam de novo pela área para disparar as suas metralhadoras de 20 mm. Os Lincoln eram considerados bem equipados e ideais para este tipo de missões, apresentando um bom alcance, permitindo que se voasse a baixa velocidade para a identificação aérea de alvos, e estando bem equipado com armamento defensivo e capacidade de bombas. O Esquadrão N.º 1 também realizava missões nocturnas—a única unidade aérea da Commonwealth autorizada para tal—que tinham uma duração máxima de seis horas, lançando uma bomba a cada 30 minutos. Para reduzir o risco de danos colaterais, todos os ataques aéreos tinham que ser aprovados pelo Centro de Operações Conjuntas, localizado em Kuala Lumpur, no centro da Malásia, envolvendo pessoal militar, policial e civil. Embora o propósito original destes bombardeamentos consistia em matar tantos insurgentes quanto possível, o facto de ser praticamente impossível alcançar a meta estabelecida devido à densa selva, resultou numa alteração do objectivo dos bombardeamentos, que passou a ser a desmoralização das forças comunistas, forçando-as a movimentar-se para áreas onde as tropas terrestres da Commonswealth as poderiam combater com sucesso.

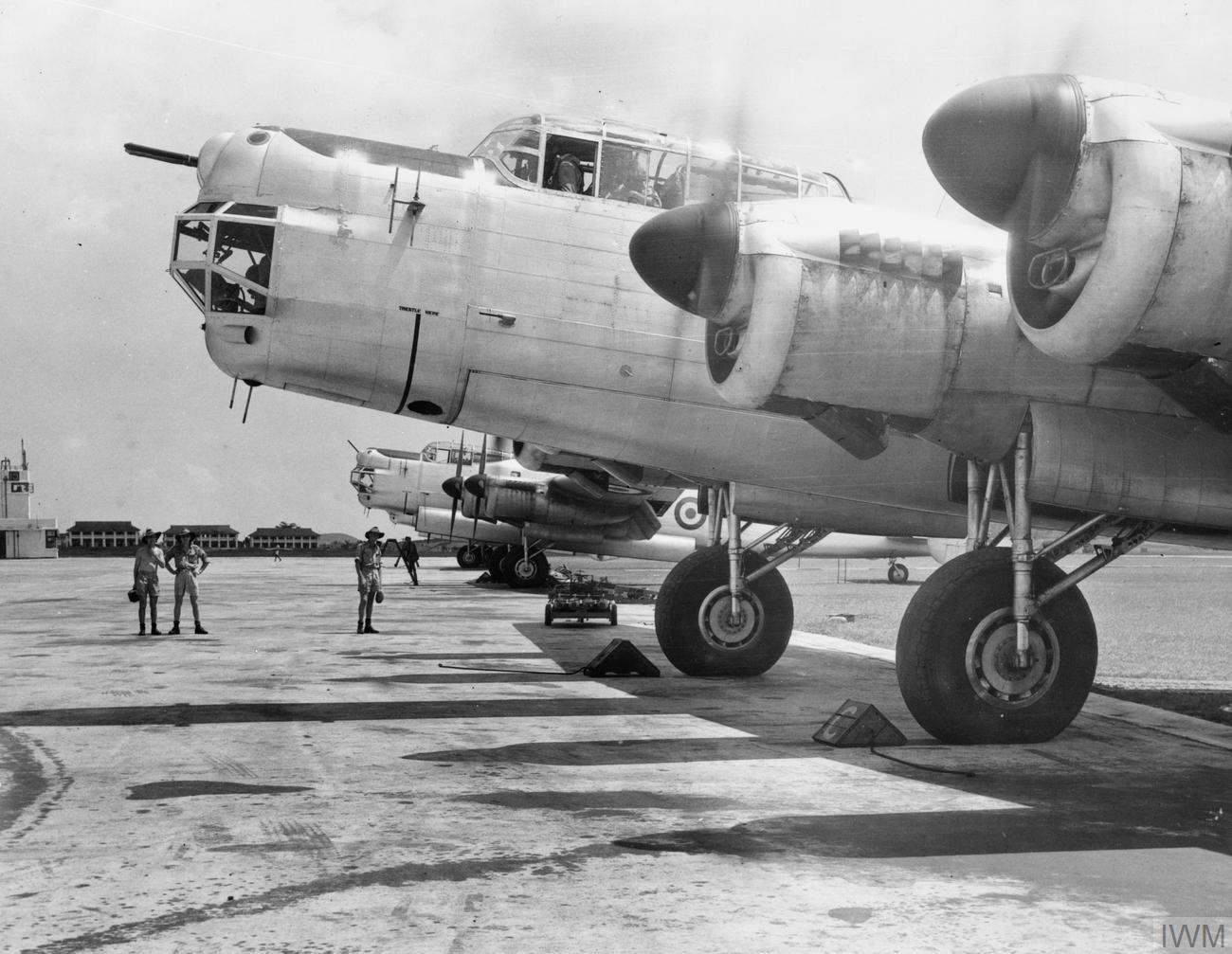
Bombardeiros Lincoln do Esquadrão N.º 1 em Tengah, em 1950

Os aviões Dakota realizavam operações relacionadas com o transporte aéreo de mercadoria, personalidades VIP, tropas e feridos, mas também podiam transportar correio e lançamento de mantimentos e panfletos de propaganda no teatro de operações. Em outras missões especiais também podiam realizar uma espécie de missão de reconhecimento aéreo, abrindo caminho para os aviões do Esquadrão N.º 1 irem "directamente ao assunto", através do lançamento de sinalizadores de fumo em áreas com a presença de insurgentes, para que Lincoln pudessem seguir de imediato e bombardear o alvo sinalizado pelo fumo. O transporte aéreo de militares e de mercadorias era uma parte fundamental da sua missão e da estratégia para derrotar os insurgentes, permitindo que as forças militares conseguissem manter uma presença semi-permanente na selva. As operações do Esquadrão N.º 38 situavam-se numa área que englobava a Malásia, o Brunei, as Filipinas, o Japão e a Coreia. A necessidade de transporte durante a Guerra da Coreia levou a uma redução da força da Asa N.º 90, quando quatro aviões Dakota foram transferidos para Iwakuni, no Japão, o quartel-general da Asa N.º 91, em Novembro de 1950. No mesmo mês, o Capitão Frank Headlam foi nomeado para comandar a Asa N.º 90, rendendo Heffernan. Headlam, no dia 20 de Dezembro, sofreu um acidente enquanto estava nos comandos de um Dakota, ficando ferido e a aeronave severamente danificada, depois de uma tentativa de aterragem em Kampong Aur, em Pahang, devido a uma falha de motor.
Em compensação, as fileiras do Esquadrão N.º 1 foram compensadas, com o número de aeronaves a aumentar de seis para oito, depois de o Air Ministry ter pedido, em Fevereiro de 1951, que a força de bombardeiros australiana fosse aumentada para compensar a retirada dos aviões Lincoln da RAF, dado que estes tiveram que ser enviados de volta para a Europa. Em Abril, quatro aviões Dakota do Esquadrão N.º 38 foram relocalizados para Kuala Lumpur, onde começaram a realizar operações de lançamento de mantimentos em cooperação com o Esquadrão N.º 41 da RNZAF. Um dos Lincoln dos Esquadrão N.º 1 ficou destruído depois de falhar uma aterragem em Tengah, no dia 30 de Novembro. No mês seguinte, Redmond Green foi nomeado como o novo comandante da Asa N.º 90, substituindo Headlam. No dia 4 de Abril de 1952, Green participou numa missão a bordo de um Lincoln, para substituir um camarada que havia ficado ferido. A primeira aeronave na qual descolou teve que voltar para trás devido a uma falha num dos motores; a segunda conseguiu realizar a missão, contudo mais tarde descobriu-se que a aeronave não conseguia perder velocidade para conseguir aterrar em Tangah. Receando que a aeronave passasse a pista e sofresse um acidente, a tripulação conseguiu usar um paraquedas em uma das torres, fazendo com que a aeronave perdesse velocidade suficiente para puder aterrar em segurança.

### Desactivação
O Esquadrão N.º 38 foi novamente relocalizado de Kuala Lumpur de volta para Changi, em Fevereiro de 1952. No decorrer deste ano, as prioridades de transporte aéreo da RAAF foram alteradas devido à crescente pressão da Guerra da Coreia, relegando as operações na Malásia para segundo plano. Tendo transportado mais de 17 mil passageiros e quatro 1900 toneladas de mercadorias, lançado cerca de 750 toneladas de mantimentos e evacuado mais de 300 feridos, o Esquadrão N.º 38 voltou para a Austrália no dia 8 de Dezembro e juntou-se de novo à Asa N.º 86, em Richmond. Depois da saída deste esquadrão, a Asa N.º 90 foi extinta em Changi, e o Esquadrão N.º 1 tornou-se na única unidade aérea na Malásia. O esquadrão continuou com as campanhas de bombardeamento contra as forças comunistas até à sua retirada em Julho de 1958, voltando para a Austrália depois de mais de 4000 missões em oito anos de operações, tendo lançado mais de 14 mil toneladas de bombas (85% de todas as bombas lançadas pelas forças da Commonwealth durante a Emergência Malaia). O Esquadrão N.º 1 foi rendido pelo Esquadrão N.º 2, que operava bombardeiros a jacto English Electric Camberra.

## Comandantes
A Asa N.º 90 foi comandada pelos seguintes oficiais:
| Nomeação         | Nome                    |
| ---------------- | ----------------------- |
| Julho de 1950    | Capitão Paddy Heffernan |
| Dezembro de 1950 | Capitão Frank Headlam   |
| Dezembro de 1951 | Capitão Redmond Green   |